# Europejska Nagroda Muzyczna MTV dla najlepszej strony internetowej
Europejska Nagroda Muzyczna MTV dla najlepszej strony internetowej – nagroda przyznawana przez redakcję MTV Europe podczas corocznego rozdania MTV Europe Music Awards. Nagrodę dla najlepszej strony internetowej, a w zasadzie dla artysty, który tę stronę reprezentuje, po raz pierwszy przyznano w 2001 r. O zwycięstwie decydują widzowie za pomocą głosowania internetowego i telefonicznego (smsowego).

## Nominowani i zwycięzcy

### 2001
- Limp Bizkit
  - Daft Punk
  - Depeche Mode
  - Gorillaz
  - U2

### 2002
- Moby
  - Black Rebel Motorcycle Club
  - David Bowie
  - Linkin Park
  - U2

### 2003
- Goldfrapp
  - Junior Senior
  - Madonna
  - Marilyn Manson
  - Queens of the Stone Age

### 2007 (Interact)
- Tokio Hotel
  - 30 Seconds to Mars
  - Depeche Mode
  - Fall Out Boy
  - My Chemical Romance